# Обсіч
О́бсіч — село в Україні, у Березівській сільській громаді Сарненського району Рівненської області. Населення становить 376 осіб.

## Історія
За 20 км від села знаходиться державний кордон з Республікою Білорусь. Село Обсіч засновано в 1906 році.
На початку XX ст. люди жили по хуторах. 3 часом жителі хуторів почали з'їжджатися в одне село. На території сучасного села височів ліс. Люди своїми силами вирубували — «висікали» дерева і хащі. Від слова сікти і утворилась назва села. Мешканці села займалися сільським та лісовим господарством. Вони розводили велику рогату худобу, займалися полюванням, бортництвом, ловили рибу. Бортництвом займаються і нині. В селі Обсічі велась заготівля деревини і сюди її привозили з навколишніх місць. Село було оточене декількома смолярнями, у яких виробляли з березової кори дьоготь. Збирали також смолу — живицю.

## Населення
За переписом населення 2001 року в селі мешкало 376 осіб.

### Мова
Розподіл населення за рідною мовою за даними перепису 2001 року:
| Мова       | Відсоток |
| ---------- | -------- |
| українська | 99,73 %  |
| білоруська | 0,27 %   |

## Освіта та культура
На території села функціонують загально-освітня школа І-ІІ ступенів.
Перша школа була відкрита в 1936 році, у будинку, де проживав Мініч Григорій Іванович. Школа була чотирирічна. Навчання велося на польській мові. Вчителював Коцюбинський Микола. У 1939 році початкова школа була відкрита у будинку Левковця Михайла Яковича. Вчителювала Євгенія.
Під час тимчасової окупації фашистською Німеччиною на території села школи не існувало.
У 1945 році в будинку Мініча Григорія Івановича була відкрита початкова школа. Вчителем працювала Селюх Галина Павлівна.
Після чотирьохрічного навчання учні здобували освіту в семирічній школі, а пізніше в середній школі села Кам'яне.
В 1958 році було збудоване приміщення початкової школи.
В 1970 році утворюється філіал Кам'янської середньої школи в селі Обсічі. Діти ходили до школи вже 8 років, а продовжували навчання в Кам'янській СШ. Приміщень не вистачало, тому свій дім для школи віддав Андруховець Михайло Семенович. Навчання велося в дві зміни. Із закінченням будівництва нової школи в 1976 році була утворена Обсіцька восьмирічна школа. Першим директором її був Джаган Микола Павлович, який нині працює в Дубнівському відділі освіти.
З 2008 по 2022 рік директором працював Полюхович В. І. З вересня 2022 року посаду директора Обсіцької гімназії обіймає Володимир Мініч.
Публічно-шкільна бібліотека. Обсіцька сільська бібліотека була заснована в 1968 р. Знаходилась в сільській хаті, яку здала в оренду жителька села Андруховець Л. Г. Першим бібліотекарем в селі була Левковець Ніна Потапівна. Довгий час бібліотеку очолювала Бурмака Марія Петрівна в помешканні якої і знаходилась бібліотека. В 1984 р. було побудовано новий сільський клуб, у якому було виділено кімнату для бібліотеки. З 2002 року бібліотека функціонує як публічно-шкільна, а бібліотекарем працює з 1994 р. Рябущиць С. Д. Публічно-шкільна бібліотека надає допомогу учням в опануванні знань з навчальних предметів, знайомить із різноманітними джерелами інформації, навчає користуватися ними, виховує творчого читача. Виконання цих завдань здійснюється бібліотекарем спільно з вчителями предметниками, використовуючи різноманітні форми роботи. Ефективними формами масової роботи бібліотеки є книжкові виставки: виставка-вікторина, виставка-пропозиція, книжкова виставка-інсталяція. А також проводяться масові заходи: екологічне лото, година пам'яті, караван історій, літературний ранок, нон-стоп. З метою прищеплення любові до читання та розвитку спілкування між дітьми, проводяться голосні читання «Посиденьки на колоді». Для привернення уваги дітей до книги та бібліотеки діє літня програма «Дитина читає _ — Україна процвітає». З метою популяризації та збереження народних традицій та обрядів в бібліотеці оформлено куточок народознавства «Немає переводу добрим звичаям народу», де зібрано старовинні предмети побуту, одяг, вишивки. Зібрано та оцифровано матеріали про історію села.
Обсіцький сільський клуб
Клуб в якому молодь збиралась на музики знаходився у сільській хатині. Молодь на той час розвеселяла гармошка і талановиті дівочі голоси. Вечорами пісні лилися по селу без кінця. Першим посаду завідувача клубу обіймав Дубік Володимир Максимович. У 1986 році в селі було збудовано нове приміщення клубу.
В будівництві клубу багато зусиль приклав Дубік Іван Йосипович, який працював на той час завідувачем клубу. З 2000 року культурно-дозвіллєву роботу в клубі веде Рябущиць Оксана Миколаївна. Проводяться масові заходи до свят державних, до свята села, дійства народознавчого характеру та інше.
В проведенні свят беруть участь як старші жителі села, так і молодь.

## Медицина
В селі Обсічі в 1960 році відкрився фельдшерсько-акушерський пункт, у якому першим фельдшером працювала Прядун Лідія Іванівна. Пізніше посаду фельдшера займали Чік Валентина Михайлівна, Колядич Галина, Кравчук Степан. Приміщення медпункту знаходилось у звичайній сільській хаті на подвір'ї Мініча Адама Григоровича. У 1991 році було збудовано нове приміщення медпункту, яке існує до теперішнього сьогодення. На даний час завідувачкою фельдшерсько-акушерського пункту є Полюхович Катерина Петрівна. Основною діяльністю є лікувально — профілактична допомога населенню.

## Релігія
В селі функціонує Свято-Миколаївська церква Сарненської Єпархії Української Православної церкви Московського патріархату.
У 2001 році було освячено місце та закладено перший камінь під будівництво церкви в с. Обсіч. Освячення вів владика Сарненський і Поліський Анатолій, благочинний православних церков Рокитнівського району протоієрей Іван Котик і священик Микола Кулакевич. У 2001 році отець Миколай проводив службу у недобудованому храмі.19 травня 2004 року церква була освячена на честь св. Миколая Чудотворця. На даний час настоятелем Свято — Миколаївського храму с. Обсіч є отець Миколай.
Церкви Християн Віри Євангельської П'ятидесятників.
Перші віруючі на території села Обсіч з'явились у 20 рр.. Члени громади ХВЄ відносились до громади ХВЄ с. Кам'яне, куди ходили на зібрання. У 80-х роках віруючі збудували власну церкву у пристосованому приміщенні, у якому знаходився житловий будинок і яка пізніше була офіційно зареєстрована.
8 червня відкрився новий Дім молитви http://www.chve.org.ua/obsich_vifkryttya-dm-8-06-20/ [Архівовано 27 вересня 2020 у Wayback Machine.]
З 1930 року просвітером був Стах Рудницький, потім Лесковець Михайло до 1960 року. З 1960 по 1990 року — Савич Петро, 1990 р. по 2002 р. — Мініч Павло, з 2002 р. по 2013 р.- Андруховець Петро, а з 2013 р. — Помін Іван Михайлович.

## Сфера послуг
В селі діє дві торгові точки магазин «ПРОДУКТИ» власник- ПП Колодич Іван Максимович та магазин «НАТАЛІ» власник — ПП Лозян Руслан Миколайович.

## Відомі люди
Бойко Іван Андрійович [Архівовано 10 липня 2015 у Wayback Machine.] народився в 1916 році в с. Обсічі Рокитніського району Рівненської області. В 1943 році був призваний на фронт. Закінчив війну в Східній Прусії. В 1946 році був демобілізований. За мужність та героїзм нагороджений орденами та медалями.
Буза Михайло Васильович [Архівовано 10 липня 2015 у Wayback Machine.] народився в 1917 році в с. Обсічі Рокитніського району Рівненської області. Воював у складі спецзагону Бринського на території України, Польщі, Німеччини. З січня 1945 року служив в 3-й танковій армії. День Перемоги зустрів в Берліні. За мужність та героїзм нагороджений орденами та медалями, зокрема орденом Червоної зірки. Помер в 1993 році.
Мініч Захар Васильович [Архівовано 10 липня 2015 у Wayback Machine.] народився в 1913 році в с. Обсічі Рокитніського району Рівненської області. Воював у складі спецзагону Бринського на території України, Польщі, Чехословачини. Закінчив війну в Чехословачині де отримав поранення. За мужність та героїзм нагороджений орденами та медалями. Помер в 1990 році.
Левковець Потап Михайлович [Архівовано 10 липня 2015 у Wayback Machine.] народився в 1924 році в с. Обсічі Рокитніського району Рівненської області. Воював в партизанському загоні ім. Котовського. Після звільнення Рівненщини від німецько-фашистських загарбників був мобілізований до лав Радянської армії. В лютому 1945 році отримав поранення. За мужність та героїзм нагороджений орденами та медалями.
Савич Семен Степанович [Архівовано 10 липня 2015 у Wayback Machine.] народився в 1911 році в с. Обсічі Рокитніського району Рівненської області. Призваний на фронт в 1944 році, воював кулеметником на фронті. Закінчив війну в березні 1945 року під Дрезденом де отримав поранення. За мужність та героїзм нагороджений орденами та медалями. Помер 1988 році.
Ковальчук Ісак Олексійович [Архівовано 10 липня 2015 у Wayback Machine.] народився в 1924 році в с. Обсічі Рокитніського району Рівненської області. Призваний на фронт в 1944 році, воював в партизанському загоні ім. Котовського до 1947 року. Після демобілізації служив в органах МВС. За мужність та героїзм нагороджений орденами та медалями. Помер 1978 році.
Гайова Валентина Іванівна [Архівовано 10 липня 2015 у Wayback Machine.], майстриня вишивки, народилася 1962 році в с. Обсіч Рокитнівського району Рівненської області. Своїми умілими руками вона вишила багато рушників, картин, ікон, сорочок. Перші навички вишивання хрестиком взяла від своєї тітки — Дробуш Катерини Семенівни. Вишиває Валентина з юності. Все життя працює вчителькою початкових класів в рідному селі. Окрім основних уроків керувала гуртком «Умілі руки», де багатьом дітям привила любов до вишивання. Валентина Іванівна не просто вишиває, а передаючи на полотно різні візерунки, вона вкладає в них свою душу.